# Prapoće
Prapoće (en italien : Praporchie) est une localité de Croatie située dans la municipalité de Lanišće, comitat d'Istrie. Au recensement de 2001, elle comptait 32 habitants.

## Démographie
| 1948 | 1953 | 1961 | 1971 | 1981 | 1991 | 2001 |
| ---- | ---- | ---- | ---- | ---- | ---- | ---- |
| 284  | 250  | 173  | 88   | 50   | 41   | 32   |